# Comunità montana Alta Val Lemme e Alto Ovadese
La Comunità montana Alta Val Lemme e Alto Ovadese era un comprensorio montano del Piemonte.

## Storia
L'ente era formato dai comuni di: Tagliolo Monferrato, Lerma, Casaleggio Boiro, Mornese, Bosio, Carrosio, Voltaggio, Fraconalto, Parodi Ligure, Montaldeo, confluito dal 2010 nella comunità montana "Alta Val Lemme, Alto Ovadese, Alta Valle Orba, Valle Erro e Bormida di Spigno", ridenominata in comunità montana Appennino Aleramico Obertengo.

## Geografia fisica

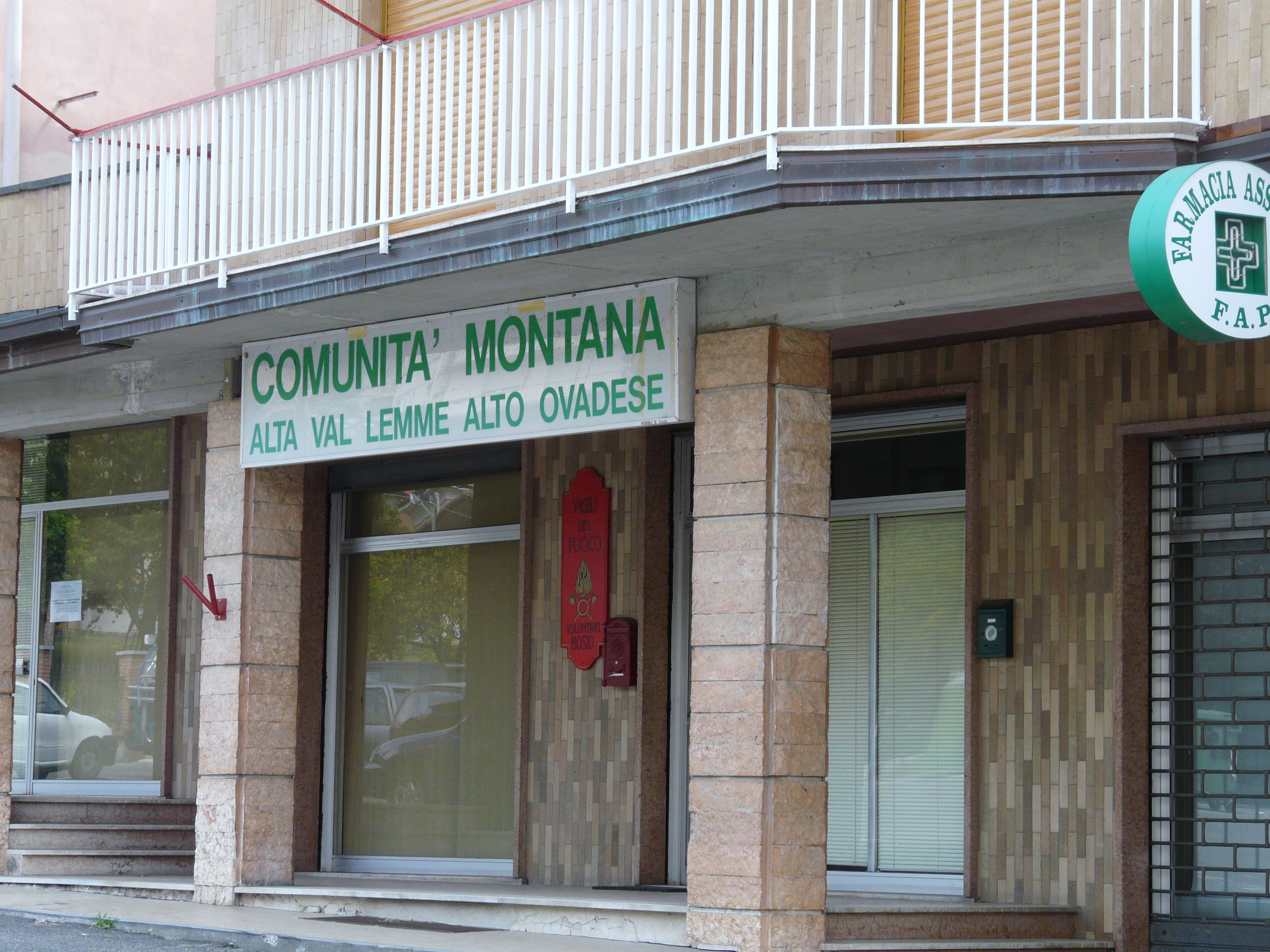
La sede di Bosio

Si trovava nell'Appennino Ligure; comprendeva l'alta val Lemme e le valli del Gorzente, Piota, arrivando a comprendere la parte piemontese del lago della Busalletta, dei Laghi del Gorzente e una piccola parte dello Stura di Ovada a solo 30 km da Genova; inoltre nel suo territorio si trovava il monte Tobbio (1091 m), che era il simbolo della comunità montana. La sede era a Bosio.
Gran parte del suo territorio meridionale era parte del Parco Regionale delle Capanne di Marcarolo che ha al suo interno il sacrario dedicato ai 147 morti della Strage della Benedicta.

## Storia
Per secoli unita alla Repubblica di Genova che ne aveva fatto una risorsa per il legname con cui costruire le navi, poi seguì le sorti della Liguria sabauda fino al 1859, quando la Provincia di Novi decreto Rattazzi passò alla regione Piemonte e alla provincia di Alessandria. Dal 1943 al 1945 fu forte teatro di scontri tra repubblichini, nazisti e partigiani tra cui la già ricordata Strage della Benedicta nel 1944.